# Liste des évêques d'Ajaccio
Liste chronologique des évêques du diocèse d'Ajaccio en Corse :
- 313 : Evandro (Evander ab Ursino)
- 649 : Benedetto (Benedictus - Benoît)
- 708 : Timothée
- 900-909 : Nicolao (Nicolaus - Nicolas)
- 930-936 : Riccobono  (Ricobonus)
- 1179 : Giovanni (Jean)
- 1226 : Guglielmo  (Giulielmus - Guillaume)
- 1239 :  Ildebrando (Hildebrand)
- 1309-1322 : Almerico (Aimericus)
- 1322-1328 : Vitale Gracchi (Vitalis Gracchi)
- 1328 : Nicola (Nicolaus - Nicolas)
- 13 novembre 1342-1345 : Manfredo di Calcinaria (Manfredus, de Calcinaria - Manfred de Calcinara]
- 20 juin 1345-14 août 1348 :  Bertrando Escarpiti (Bernardus - Bertrand Escarpiti)
- 1348-1351 : Filippo de Ursone (Philippus de Ursone - Philippe d'Ursone]
- 1351 : Gerardo (Gérard)
- 1351-1363 : Vincenzo di Sassari (Vincentius de Sassaro - Vincent di Sassari]
- 1363 :  Jérôme (1363)
- 1369- ? : Simone (Simon)
- 11 février 1401-1411 : Pietro (Petrus - Pierre)
- 21 mars 1411- ? : Marco (Marcus - Marc)
- 13 mai 1420 - 4 septembre 1422 :  Paolo Alberti (Paulo Alberti - Paul Alberti]
- 4 septembre 1422 - 1427 : André Diaz de Escobar (Andrea Destabar)
- 31 janvier 1429 - 1438 : Luca da Offida (Lucas, de Offida - Luc de Offida)
- 1438 :  Valeriano Calderina (Valerianus Calderini - Valérien de Calderinis)
- 1438-1441 : Raffaele Spinola (Rafaël Spinola - Raphaël Spinola)
- 1441 : Albertino, de Corti (Albertin)
- 1442-1457 : Ranuccio Spinola o.f.m. (Ranuce Spinola) (décédé)
- 1457-1477 : Deodato Bocconi (Dieudonné Bocconi)
- 1477-1480 : Paolo, de Bonifaci (Paul de Bonifaci)
- 1481 : Giacomo de Marco (Mancoso Marcelli?)
- 1482-1489 : Gabriele de Franchi (Gabriel de Franqui)
- 1482-1498 : Paolo Fregoso
- 1481 : Nicolas Campi (décédé)
- 1482-1492 : Jacques de Marco
- 1498-1518 : Filippo Pallavicini (Philippe Pallavicini)
- 1518-1539 : Giacomo Pallavicini (Jacques Pallavicini)
- 24 mars 1539 - ? : Leonardo Tornabuoni (Leonardus Tornabuono - Léonard Tornabuoni)
- 1540-1548 : Alessandro Guidiccioni (Alexandre Guidiccioni)
- 1548-1578 : Giovan Battista Bernardi (Jean-Baptiste Bernardi)
- 1579-1582 : Cristoforo Guidiccioni (Christophe Guidiccioni) (décédé)
- 1583-1585 :  Giuseppe Mascardi (Joseph Mascardi'). Il n'est pas évêque d'Ajaccio, mais administrateur de l'évêché car les revenus de l'évêché servent à construire la nouvelle cathédrale dont il a fourni les plans et suit l'édification. Il meurt en 1585. Son frère, Nicolò Mascardi, évêque de Mariana-Accia, administre probablement l'évêché car il fait la visite pastorale de 1587 dans laquelle est décrit l'état de la construction de la nouvelle cathédrale dont le gros œuvre est terminé.
- 1589-1616 :  Giulio Giustiniani (Jules Giustiniani) (décédé)
- 1616-1627 :  Fabiano Giustiniani (Fabien Giustiniani') (décédé)
- 1627-1651 :  Ottaviano Rivarola (Octave Rivarola)
- 1652-1654 :   Jean-Étienne Durazzo (Giovanni Stefano Durazzo)
- 1654-1655 :   Giovanni Stefano Donghi
- 1655-1657 :   Siro Strassera (décédé)
- 1657-1685 :   Giovanni Gregorio Ardizzone (Giovanni Giorgio Ardizoni - Jean-Grégoire Ardizzone) (décédé)
- 1686-1694 :   Giovanni Paolo de Invrea (Jean-Paul d'Invrea) (décédé)
- 1694 :   Giovan Battista Gentile (Jean-Baptiste Gentile)
- 1694-1697 :   Francesco Maria Sacco (François-Marie Sacco'
- 1697-1715 :   Pietro Spinola (Pierre Spinola) (décédé)
- 1715-1722 :   Agostino Spinola 'Augustin Spinola) (évêque de Savona)
- 20 janvier 1723 - 1741 : Carlo Maria Lomellino (Charles-Marie Lomellino)
- 27 novembre 1741 - 1759 : Bernardino Centurione
- 28 décembre 1759 - 1er juillet 1790 : Benedetto Andrea Doria (Benoît André Doria)

- Diocèse supprimé (1790-1801)

- 13/04/1802 Nommé - 9/12/1831 Décédé :  Louis Sébastiani de La Porta (Louis Sébastiani-Porta)
- 28/06/1833 Nommé - 12/10/1869 Décédé : Toussaint Casanelli d'Istria
- 21/12/1869 Nommé - 18/12/1870 Décédé : Pierre-Paul de Cuttoli
- 27/02/1872 Nommé - 14/07/1877 Décédé : François-André-Xavier de Gaffory
- 21/08/1877 Nommé - 3/01/1899 Décédé :  Paul-Matthieu de La Foata
- 7/12/1899 Nommé - 17/05/1903 Décédé à Bastia : Louis Olivieri (né le 27 décembre 1834 à Zérubia)
- 21/02/1906 Nommé - 21/03/1906 Décédé : Marie-Joseph Ollivier
- 1/06/1906 Nommé - 11/02/1916 Décédé : Jean-Baptiste Desanti
- 27/05/1916 Nommé - 30/07/1926 : Auguste-Joseph-Marie Simeone (de) (30/07/1926 nommé évêque de Fréjus-Toulon)
- 29/04/1927 Nommé - 7/03/1938 : Jean-Marcel Rodié (7/03/1938 nommé évêque d'Agen)
- 14/09/1938 Nommé - 26/07/1966 Démission : Jean-Baptiste-Adrien Llosa
- 26/07/1966 Succession - 22/12/1972 : André Charles Collini (22/12/1972 nommé coadjuteur archevêque de Toulouse (-Narbonne-Saint Bertrand de Comminges-Rieux))
- 04/02/1974 Nommé – 23/12/1986 : Jean-Charles Thomas (23/12/1986 nommé évêque coadjuteur de Versailles)
- 13/08/1987 Nommé - 5/01/1995 Démission : Sauveur Casanova
- 5/01/ 1995 Nommé – 13/08/2003 : André Jean René Lacrampe, Prêtre du Prado (13/08/2003 nommé archevêque de Besançon)
- 6/05/2004 Nommé - 24/06/2011 : Jean-Luc Brunin (24/06/2011 nommé évêque du Havre)
- 22/02/2012 Nommé - 22/10/2020 : Olivier de Germay (22/10/2020 nommé archevêque de Lyon)
- 22/10/2020 : vacant
- 11/05/2021 Nommé : François-Xavier Bustillo, Cardinal-prêtre de Santa Maria Immacolata di Lourdes a Boccea (depuis 2023)